# Cinclodes oustaleti
Cinclodes-de-flancos-cinzentos ou pedreiro-de-flancos-escuros (Cinclodes oustaleti) é uma espécie de ave da família Furnariidae.
Pode ser encontrada nos seguintes países: Argentina e Chile.
Os seus habitats naturais são: matagal árido tropical ou subtropical e matagal tropical ou subtropical de alta altitude.